# Kristian Bezuidenhout
Kristian Bezuidenhout é um pianista australiano. Nasceu na África do Sul no ano de 1979. Começou seus estudos na Austrália e completou-os na Eastman School of Music. Actualmente mora em Londres. Após os estudos iniciais como pianista moderno com Rebecca Penneys, começou a explorar os instrumentos históricos, tendo estudado cravo com Arthur Haas e fortepiano com Malcolm Bilson.
Bezuidenhout ganhou reconhecimento internacional aos 21 anos, após ganhar o prestigioso primeiro prémio e o prémio do público no Concurso de Fortepiano de Bruges.

## Gravações
- Kristian Bezuidenhout, Freiburger Barockorchester, Pablo Heras-Casado. Felix Mendelssohn, Piano Concerto No.2 & Symphony No.1. Fortepiano Erard 1837. Harmonia Mundi
- Daniel Hope, Kristian Bezuidenhout, Anne Sofie von Otter, Chamber Orchestra of Europe. Vivaldi. Deutsche Grammophon
- Kristian Bezuidenhout, Jan Kobow. Franz Schubert. Die schone Mullerin. Fortepiano Conrad Graf (Paul McNulty) Atma
- Kristian Bezuidenhout. Wolfgang Amadeus Mozart. Keyboard Music Vol.2. Fortepiano Anton Walter (Paul McNulty) Harmonia Mundi
- Kristian Bezuidenhout. Ludwig van Beethoven. Piano Concertos Nos. 2&5. Fortepiano Conrad Graf 1824 (R.Regier) Harmonia Mundi
- Kristian Bezuidenhout, Isabelle Faust. Johann Sebastian Bach. Sonatas for Violin & Harpsichord. Harmonia Mundi